# Herman Billung
Herman Billung (ook wel Herman van Saksen) (tussen 900/912 - Quedlinburg, 27 maart 973) was een van de belangrijkste vazallen van Otto I de Grote. Hij was een zoon van Egbert Billung.
In 936 werd hij wegens zijn verdiensten in de onderwerping van de Redariërs door Otto aangesteld tot markgraaf van de Redariërs, Abodriten, Wagriërs en Denen. In die functie onderwierp hij de Slaven aan de Oder. In 940 was hij graaf van de Wetigau. In 953 benoemde Otto  hem tot zijn plaatsvervanger in Saksen, waardoor hij de rol van hertog kreeg, maar niet de titel had. In die hoedanigheid onderdrukte hij een opstand van zijn neven Wichman II en Egbert Eénoog, die zich verbonden hadden met Otto's opstandige zoon Liudolf van Zwaben en de Slaven. Otto gaf hem in 955 de graafschappen Tilithigau en Marstengau, en in 956 werd hij tot markgraaf benoemd.
Op 19 oktober 955 versloeg hij de Abodriten waar zijn neven onderdak hadden gevonden in de slag bij de Recknitz: de legers waren gescheiden door de rivier en konden elkaar niet aanvallen totdat het leger van Herman verderop een oversteekplaats vond en zo de Abodriten kon verrassen. In 961 en 965 werd hij opnieuw tot plaatsvervanger (procurator) van Otto in Saksen benoemd, tijdens Italiaanse reizen van Otto. Nu kwam hij in conflict met de graven van Werl en Stade, en versloeg in 962 de Polen. In 968 werd Herman door de aartsbisschop van Maagdenburg ontvangen met de eerbewijzen die alleen de koning toekwamen, waarna de bisschop door Otto werd bestraft.
Billung had eigen bezittingen rond Lüneburg. Hij was stichter en voogd van het Sint Michaelsklooster te Lüneburg, hier werd hij ook begraven. De begrafenis had nogal wat voeten in de aarde omdat Herman bij zijn dood blijkbaar nog geëxcommuniceerd was en de bisschop van Verden hem daarom niet in de kerk wilde begraven.
Herman was gehuwd met Oda en met Hildesuith en de vader van:
- Bernhard I van Saksen (-1011)
- Liudger (- 26 februari 1011), gehuwd met de H. Emma van Lesum, graaf in Saksen en begraven in het Sint Michaelsklooster te Lüneburg.
- Mathilde (942-1008), in 961 gehuwd met graaf Boudewijn III van Vlaanderen (940-962) en in 963 met graaf Godfried van Verdun (930-1002).
- Suanehilde (- 26 november 1014), gehuwd met markgraaf Thietmar I van Meißen (-979) en met markgraaf Ekhard I van Meißen (-1002), begraven in een klooster in Jena, in de 13e eeuw herbegraven in de St Joriskerk van Naumburg (Saale)
- Imma, abdis in Herford